# Moaciria alvarengai
Espèce
Moaciria alvarengai est un parasite de la famille des Heterakidae découvert en 1956 chez le lézard Trachylepis atlantica, sur l'île Fernando de Noronha au large de la côte nord-est du Brésil.